# Kanton Annœullin
Kanton Annœullin (francouzsky Canton d'Annœullin) je francouzský kanton v departementu Nord v regionu Hauts-de-France. Tvoří ho 24 obcí. Zřízen byl v roce 2015.

## Obce kantonu
| - Allennes-les-Marais - Annœullin - Aubers - La Bassée - Bauvin - Camphin-en-Carembault - Carnin - Don - Fournes-en-Weppes - Fromelles - Hantay - Herlies | - Illies - Le Maisnil - Marquillies - Ostricourt - Phalempin - Provin - Radinghem-en-Weppes - Sainghin-en-Weppes - Salomé - Wahagnies - Wavrin - Wicres |